# Werner Haas (Tänzer)
Werner Haas (* 9. Dezember 1936 in Hamburg) ist ein deutscher ehemaliger Solotänzer, Ballettdirektor, Choreograph, Regisseur, sowie Unternehmer, Journalist und Lokalpolitiker (CDU).

## Leben und Leistungen
Werner Haas wurde als Sohn von Max Haas und dessen Ehefrau Cery [sic!] Timm geboren. Seine Schullaufbahn beendete er 1955 mit dem Abitur.
1953 begann er seine tänzerische Ausbildung an der Hamburgischen Staatsoper, wo er 1956 unter der Ballettdirektorin Helga Svedlund sein erstes Festengagement als Gruppentänzer erhielt. Ab der Spielzeit 1956/57 wirkte er als Solo-Tänzer an verschiedenen in- und ausländischen Theaterbühnen, unter anderem für zwei Spielzeiten am Operettenhaus Hamburg. Ab der Spielzeit 1958/59 war er als Solo-Tänzer und später auch als Ballettmeister-Assistent am Städtebundtheater Biel-Solothurn verpflichtet. Zur Spielzeit 1961/62 wurde er als jüngster Ballettmeister Deutschlands an die Städtischen Bühnen Würzburg engagiert, wo er bis 1965 blieb. Es folgten Engagements  am Landestheater Salzburg und an der Israel National Opera in Tel-Aviv, wo er von der amerikanischen Sopranistin und damaligen Leiterin der Oper, Edis de Philippe (1918–1978), als Ballettchef und Choreograf engagiert wurde. Im Sommer 1967 gastierte er als Solotänzer bei den Karl-May-Festspielen in Bad Segeberg. In der Spielzeit 1967/68 war er als Ballettmeister und Solotänzer an der Landesbühne Schleswig-Holstein engagiert. Ab der Spielzeit 1968/69 war er als Ballettmeister und „I. Solotänzer“ an den Städtischen Bühnen Hagen verpflichtet. Haas arbeitete auch mit dem St. Petersburger Staatsballett unter der Leitung von Askold Makarov (1925–2000) zusammen. Zum Ende der Spielzeit 1972/73 beendete Haas seine Theaterlaufbahn am Staatstheater Mainz als Chefchoreograph und Ballettdirektor auf Grund einer Verletzung.
Als Regisseur inszenierte Haas u. a. die Mozart-Oper Ascanio in Alba als deutsche Erstaufführung sowie verschiedene Musicals und das Ballett Das Fest im Süden von Boris Blacher.
Nach seiner Theaterlaufbahn eröffnete Haas 1973 eine Ballettschule in Mainz, eine weitere in Wiesbaden und ein Aerobic-Studio in Mainz-Kastel. In den Ballettschulen wurden Klassisches Ballett, Stepptanz, Jazz-Dance, Modern Dance und Pantomime unterrichtet. Zudem eröffnete er Fachgeschäfte für Ballett-, Tanz- und Theater-Ausstattungen in Hamburg, Mainz und Lübeck. Er gründete zusammen mit Gilberto Pacchiotti einen Großhandel für Ballettschuhe.
Haas ist Mitglied im Ballett-Pädagogen-Fachverband [sic!], im Verband der Ballettschulen in Deutschland [heute: Deutscher Berufsverband für Tanzpädagogik e.V.] und in der Accademia Italia delle Arti e del Lavoro. Haas ist außerdem Mitglied im Deutschen Fachjournalisten-Verband (DFJV).
Haas engagierte sich auch aktiv in der Politik. Er war 1. Vorsitzender des CDU-Verbandes Maschen-Horst-Hörsten in Seevetal, 1. Stellvertreter von Norbert Böhlke (MDL) sowie bis 2009 Mitglied in Orts- und Gemeinderäten.

## Auszeichnungen
1980 wurde er mit der Gold-Medaille der Accademia Italia delle Arti e del Lavoro ausgezeichnet.
1988 erhielt er für seine künstlerische Vermittlung zwischen Deutschland und Israel auf Vorschlag des damals an der National Opera in Tel-Aviv tätigen italienischen Dirigenten Sergio Sossi die Ehrendoktorwürde.